# AB Gladsaxe
Der Akademisk Boldklub Gladsaxe (AB) ist ein dänischer Fußballverein. Er wurde 1889 als Fusion des Fredericia-studenteres kricketclub mit dem Polyteknisk Klub gegründet.

## Allgemeines
Die Heimtrikots des Klubs sind grün und weiß längsgestreift. Hose und Stutzen sind komplett in weiß.

## Geschichte
Der Verein wurde 1889 von einer Gruppe Studenten gegründet. Einzige Voraussetzung zur Aufnahme war die Zugehörigkeit an der Universität. Zwischen 1889 und 1903 nahm der Verein an einem Wettbewerb teil, in dem die inoffizielle Meisterschaft ausgetragen wurde. Bereits in der ersten Saison gewann der neue Verein eine dänische Meisterschaft. Sieben Mannschaften nahmen damals teil; gespielt wurde einmal gegen jeden. Mit sechs Siegen aus sechs Begegnungen war AB Gladsaxe das erfolgreichste Team und gewann den Titel. Mit 32 erzielten Treffern und nur vier Gegentreffern hatte die Mannschaft die beste Tordifferenz. Im Folgejahr musste man sich Kjøbenhavns Boldklub geschlagen geben, gewann dann aber 1891/92 den Titel erneut. Von fünf Mannschaften hatten drei die gleiche Punktzahl; AB gewann auf Grund der besseren Tordifferenz. 1894, 1895 und 1896 wurde der Titel verteidigt. Erst 1896/97 schaffte es Kjøbenhavns Boldklub, den Universitätsklub zu stürzen. 1898/99 gewann man erneut den Titel. 1903/04 nahm AB Gladsaxe an einer Kopenhagener Meisterschaft teil, die im ersten Jahr mit fünf Mannschaften (BK Frem København, Kjøbenhavns Boldklub, B.93 Kopenhagen, Østerbros BK und AB Gladsaxe) ausgetragen wurde. Zur Spielzeit 1912/13 wurde diese in die nationale Meisterschaft umgewandelt. Bis 1918 war AB dort aber eher weniger erfolgreich. 1909, 1911 und 1917 wurde man Vizemeister; erst 1919 gewann die Mannschaft erstmals nach zwanzig Jahren wieder die Meisterschaft. 1921 folgte ein weiterer Erfolg. Eine weitere Blütezeit erlebte der Klub zwischen 1943 und 1952: Innerhalb von neuen Jahren gewann AB vier Meistertitel. Zwischen 1943 und 1957 schnitt das Team nie schlechter als Platz vier ab. 1960 stieg man als Tabellenelfter (von zwölf) in die zweite Liga ab, kehrte aber bereits nach einem Jahr zurück, um 1964 erneut abzusteigen. Wiederum dauerte der Wiederaufstieg nur eine Spielzeit und man meldete sich 1966 mit Platz sechs zurück.
| Saison                                            | Liga (Level)     | Platz |
| ------------------------------------------------- | ---------------- | ----- |
| 1945/46                                           | 1. Division (1.) | 3     |
| 1946/47                                           | 1. Division (1.) | 1     |
| 1947/48                                           | 1. Division (1.) | 3     |
| 1948/49                                           | 1. Division (1.) | 2     |
| 1949/50                                           | 1. Division (1.) | 2     |
| 1950/51                                           | 1. Division (1.) | 1     |
| 1951/52                                           | 1. Division (1.) | 1     |
| 1952/53                                           | 1. Division (1.) | 4     |
| 1953/54                                           | 1. Division (1.) | 3     |
| 1954/55                                           | 1. Division (1.) | 2     |
| 1955/56                                           | 1. Division (1.) | 3     |
| 1956/57                                           | 1. Division (1.) | 2     |
| 1958                                              | 1. Division (1.) | 8     |
| 1959                                              | 1. Division (1.) | 7     |
| 1960                                              | 1. Division (1.) | 11    |
| 1961                                              | 2. Division (2.) | 2     |
| 1962                                              | 1. Division (1.) | 7     |
| 1963                                              | 1. Division (1.) | 9     |
| 1964                                              | 1. Division (1.) | 11    |
| 1965                                              | 2. Division (2.) | 1     |
| 1966                                              | 1. Division (1.) | 6     |
| 1967                                              | 1. Division (1.) | 1     |
| 1968                                              | 1. Division (1.) | 9     |
| 1969                                              | 1. Division (1.) | 6     |
| 1970                                              | 1. Division (1.) | 2     |
| 1971                                              | 1. Division (1.) | 12    |
| 1972                                              | 2. Division (2.) | 1     |
| 1973                                              | 1. Division (1.) | 11    |
| 1974                                              | 2. Division (2.) | 6     |
| 1975                                              | 2. Division (2.) | 10    |
| 1976                                              | 2. Division (2.) | 9     |
| 1977                                              | 2. Division (2.) | 13    |
| 1978                                              | 2. Division (2.) | 10    |
| 1979                                              | 2. Division (2.) | 4     |
| 1980                                              | 2. Division (2.) | 5     |
| 1981                                              | 2. Division (2.) | 8     |
| 1982                                              | 2. Division (2.) | 5     |
| 1983                                              | 2. Division (2.) | 6     |
| 1984                                              | 2. Division (2.) | 4     |
| 1985                                              | 2. Division (2.) | 13    |
| 1986                                              | 3. Division (3.) | 3     |
| 1987                                              | 3. Division (3.) | 7     |
| 1988                                              | 3. Division (3.) | 12    |
| 1989                                              | 3. Division (3.) | 5     |
| 1990                                              | 3. Division (3.) | 2     |
| 1991                                              | 3. Division (3.) | 3     |
| 1991/92                                           | 2. Division (3.) | 5     |
| 1992/93                                           | 2. Division (3.) | 6     |
| 1993/94                                           | 2. Division (3.) | 3     |
| 1994/95                                           | 1. Division (2.) | 7     |
| 1995/96                                           | 1. Division (2.) | 2     |
| 1996/97                                           | Superliga (1.)   | 10    |
| 1997/98                                           | Superliga (1.)   | 5     |
| 1998/99                                           | Superliga (1.)   | 3     |
| 1999/00                                           | Superliga (1.)   | 3     |
| 2000/01                                           | Superliga (1.)   | 10    |
| 2001/02                                           | Superliga (1.)   | 5     |
| 2002/03                                           | Superliga (1.)   | 9     |
| 2003/04                                           | Superliga (1.)   | 12    |
| 2004/05                                           | 1. Division (2.) | 11    |
| 2005/06                                           | 1. Division (2.) | 12    |
| 2006/07                                           | 1. Division (2.) | 10    |
| 2007/08                                           | 1. Division (2.) | 6     |
| 2008/09                                           | 1. Division (2.) | 3     |
| 2009/10                                           | 1. Division (2.) | 4     |
| 2010/11                                           | 1. Division (2.) | 9     |
| 2011/12                                           | 1. Division (2.) | 11    |
| 2012/13                                           | 1. Division (2.) | 10    |
| 2013/14                                           | 1. Division (2.) | 10    |
| 2014/15                                           | 1. Division (2.) | 11    |
| 2015/16                                           | 2. Division (3.) | 1     |
| 2016/17                                           | 1. Division (2.) | 12    |
| 2017/18                                           | 2. Division (3.) | 14    |
| 2018/19                                           | 2. Division (3.) | 5     |
| 2019/20                                           | 2. Division (3.) | 7     |
| 2020/21                                           | 2. Division (3.) | 3     |
| 2021/22                                           | 2. Division (3.) | 5     |
| 2022/23                                           | 2. Division (3.) | 5     |
| 2023/24                                           | 2. Division (3.) | 5     |
| 2024/25                                           | 2. Division (3.) | 4     |
| Bemerkung: Gelb = Aufstieg/Meister, Rot = Abstieg |                  |       |

Den bisher letzten Titel gab es 1967. Mit 14 Siegen und 31 Punkten hatte AB je zwei mehr als Konkurrent BK Frem København. 1968 nahm AB am 2. Intertoto-Cup teil, schied aber in Gruppe B7 mit nur einem Sieg als Letzter aus. Einzig beim 1:0-Erfolg gegen den FC Tirol Innsbruck behielt man die Punkte. Gegen den deutschen Vertreter Eintracht Braunschweig setzte es auswärts eine 0:2-Niederlage, konnte zu Hause allerdings einen Punkt beim 0:0 erkämpfen.
Bereits seit den 1970er Jahren und vor allem nach Einführung des Profifußballs in den 1980er Jahren versank der Klub mehr und mehr in der Bedeutungslosigkeit. 1973 stieg man zum wiederholten Mal ab. Dieses Mal gelang nicht der sofortige Wiederaufstieg. 1985 folgte sogar der Absturz in die Drittklassigkeit, aus der erst 1994 die Rückkehr in die 2. Liga gelang. Zwei Jahre später, 1996, folgte der bislang letzte Aufstieg in die Erstklassigkeit und die erstmalige Zugehörigkeit zur Superliga, als man hinter Hvidovre IF Vizemeister der zweiten Liga wurde. Im April 1998 wurde Per Frimann Präsident des Vereins. Kurz darauf suspendierte er den damaligen Trainer Christian Andersen, nachdem dieser angekündigt hatte, im Oktober 1998 zu Ligakonkurrenten FC Kopenhagen wechseln zu wollen. 1999 gewann der Klub erstmals in der Vereinsgeschichte  den Landspokalturneringen, den dänischen Pokal, und erspielte den dritten Rang in der Liga, der im Folgejahr verteidigt wurde. Bereits 1956 und 1995 hatte die Mannschaft im Finale um den Cup gestanden, musste sich aber erst mit 0:1 dem BK Frem København und fast vierzig Jahre später mit 0:5 dem FC Kopenhagen geschlagen geben. Im Endspiel von 1999 stand man Aalborg BK gegenüber und gewann mit 2:1. Zum Man of the Match wurde damals AB-Spieler René Henriksen gewählt. Zwei Jahre darauf stand man erneut im Finale, musste sich aber Silkeborg IF mit 1:4 geschlagen geben. Mit Jan Michaelsen wurde erneut ein AB-Spieler bester Spieler der Begegnung.
Durch den dritten Platz in der Liga 1999 war der Verein berechtigt, am UEFA-Pokal 1999/2000 teilzunehmen. Dort schied man aber bereits nach der ersten Runde mit 0:2 und 1:1 gegen die Grasshopper Zürich aus. Im Jahr darauf schied man bereits in der Qualifikationsrunde zum UEFA-Pokal aus. In der Spielzeit 2003/04 fand man sich nach vier sieglosen Spielen zu Saisonbeginn im Tabellenkeller wieder. Mit 17 Punkten aus 33 Spielen fehlten 14 Zähler auf einen Nichtabstiegsplatz. Seit dem Abstieg im Jahr 2004 spielt AB in der zweithöchsten dänischen Spielklasse, der Viasat Sport Division. Nach dem Abstieg erreichte man den elften Platz in der zweiten Liga und rückte zeitweise in Gefahr, erneut abzusteigen. Im Folgejahr reichte es nur zu Platz zwölf, drei Punkte vor dem ersten Absteiger Lolland-Falster Alliancen. Erst 2007/08 erholte man sich wieder und erspielte mit dem siebten Platz einen einstelligen Tabellenplatz. Ein Jahr später verpasste die Mannschaft den Aufstieg knapp. Hinter Herfølge BK und Silkeborg IF reichte es nur zu Platz drei.
Im Vorlauf zur Saison 2009/10 investierte der Verein viel Geld in neue Spieler, um wieder erstklassig spielen zu können. Verpflichtet wurden dabei unter anderem Casper Henningsen, Simon Bræmer und Carsten Fredgaard, die zum Teil auf Nationalmannschaftsaktivitäten zurückblicken können. Doch reichten alle Bemühungen nur zu einem vierten Platz. In der Spielzeit 2011/12 verließ AB die Abstiegsränge erst am letzten Spieltag durch einen Auswärtssieg bei Hobro IK.

## Wissenswertes
Die Physiker Harald und Niels Bohr spielten einst für den Verein. Andere Spieler waren Knud Lundberg, der dänischer Fußball-, Handball- und Basketballnationalspieler war, und Karl Aage Hansen, der in 22 Länderspielen 17 Tore für Dänemark erzielte. Während die Bohr-Brüder um die Jahrhundertwende für den AB spielten, waren Lundberg und Handen in der zweiten Erfolgsperiode des Vereins zwischen Ende des Zweiten Weltkriegs und Mitte der 1950er Jahre aktiv.

## Erfolge
- Dänischer Meister (9): 1919, 1921, 1937, 1943, 1945, 1947, 1951, 1952, 1967
- Landspokalturneringen (1): 1999
- Dänischer Supercup (1): 1999
- Dänische 2.Division (1): 2016

### Europapokalbilanz
AB nahm siebenmal an europäischen Wettbewerben teil, kam jedoch nie über die zweite Runde hinaus.
| Saison    | Wettbewerb                    | Runde         | Gegner                  | Gesamt    | Hin     | Rück    |
| --------- | ----------------------------- | ------------- | ----------------------- | --------- | ------- | ------- |
| 1968/69   | Europapokal der Landesmeister | 1. Runde      | FC Zürich               | 4:3       | 3:1 (A) | 1:2 (H) |
| 1968/69   | Europapokal der Landesmeister | 2. Runde      | AEK Athen               | 0:2       | 0:0 (A) | 0:2 (H) |
| 1970/71   | Messestädte-Pokal             | 1. Runde      | Sliema Wanderers        | 10:20     | 7:0 (H) | 3:2 (A) |
| 1970/71   | Messestädte-Pokal             | 2. Runde      | RSC Anderlecht          | 1:7       | 1:3 (H) | 0:4 (A) |
| 1971/72   | UEFA-Pokal                    | 1. Runde      | FC Dundee               | 2:5       | 2:4 (A) | 0:1 (H) |
| 1998      | UEFA Intertoto Cup            | 2. Runde      | Worskla Poltawa         | (a)3:3(a) | 2:2 (H) | 1:1 (A) |
| 1999/2000 | UEFA-Pokal                    | 1. Runde      | Grasshopper Club Zürich | 1:3       | 0:2 (H) | 1:1 (A) |
| 2000/01   | UEFA-Pokal                    | Qualifikation | B36 Tórshavn            | 9:0       | 8:0 (H) | 1:0 (A) |
| 2000/01   | UEFA-Pokal                    | 1. Runde      | Slavia Prag             | 0:5       | 0:3 (A) | 0:2 (H) |
| 2002      | UEFA Intertoto Cup            | 1. Runde      | BATE Baryssau           | 0:3       | 0:1 (A) | 0:2 (H) |

Gesamtbilanz: 20 Spiele, 5 Siege, 4 Unentschieden, 11 Niederlagen, 30:33 Tore (Tordifferenz −3)

## Ehemalige bekannte Spieler
Auswahl
- Emmanuel Ake (Aktueller kenianischer Fußballnationalspieler)
- Harald Bohr (Ehemaliger dänischer Fußballnationalspieler, Olympiateilnehmer 1908 und Professor für Mathematik)
- Niels Bohr (Professor für Physik und Nobelpreisträger)
- Charles Buchwald (Ehemaliger dänischer Fußballnationalspieler und Olympiateilnehmer 1902 und 1906)
- Carsten Fredgaard (Ehemaliger dänischer Fußballnationalspieler)
- Andreas Granskov-Hansen (In Deutschland für Werder Bremen II aktiv)
- Karl Aage Hansen (Ehemaliger dänischer Fußballnationalspieler)
- René Henriksen (Ehemaliger dänischer Fußballnationalspieler)
- Christian Høgni Jacobsen (Aktueller Fußballnationalspieler der Färöer)
- Knud Lundberg (Ehemaliger dänischer Fußball-, Handball- und Basketballnationalspieler)
- Peter Løvenkrands (Ehemaliger dänischer Fußballnationalspieler)
- Brian Steen Nielsen (Ehemaliger dänischer Fußballnationalspieler)
- Johnny Petersen (In der Bundesliga für FC St. Pauli aktiv)
- Kenneth Perez (Ehemaliger dänischer Fußballnationalspieler)
- Abdul Sule (Ehemaliger nigerianischer Fußballnationalspieler)
- Claus Thomsen (In der Bundesliga für VfL Wolfsburg aktiv und ehemaliger dänischer Fußballnationalspieler)
- Mohamed Zidan (1999 bis 2003, später bei Werder Bremen, 1. FSV Mainz 05, Hamburger SV und Borussia Dortmund)

## Trainer
| Zeit      | Name                                  | Nationalität |
| --------- | ------------------------------------- | ------------ |
| 1963–1965 | Ivan Jensen                           | Däne         |
| 1965      | Frank Soo                             | Engländer    |
| 1966–1968 | Mario Astorri                         | Italienisch  |
| 1968–1969 | Ernst Netuka                          | Däne         |
| 1970      | Karl Aage Hansen                      | Däne         |
| 1970–1971 | Jørgen Hvidemose                      | Däne         |
| 1972      | Karl Aage Hansen                      | Däne         |
| 1973–1975 | Jack Cummings                         | Nordire      |
| 1975      | Niels Erik Rasmussen                  | Däne         |
| 1976      | Rudi Strittich                        | Däne         |
| 1977      | Arne Borsdal                          | Däne         |
| 1978–1983 | Christian Andersen                    | Däne         |
| 1983      | Jan Andersen                          | Däne         |
| 1984      | Peter Dahl                            | Däne         |
| 1985–1986 | Christian Andersen                    | Däne         |
| 1986      | Henning Kurland                       | Däne         |
| 1987      | Kresten Bjerre                        | Däne         |
| 1988–1990 | Claus Bo Hansen                       | Däne         |
| 1990      | Henning Kurland                       | Däne         |
| 1990      | Jan Larsen                            | Däne         |
| 1991      | Peter Jensen                          | Däne         |
| 1992–1995 | Johnny Petersen                       | Däne         |
| 1995      | Christian Andersen                    | Däne         |
| 1996      | Tonni Nielsen                         | Däne         |
| 1996–1998 | Christian Andersen                    | Däne         |
| 1999–2000 | Ole Mørch                             | Däne         |
| 2000      | Peter Frandsen / Flemming Christensen | Däne         |
| 2001–2002 | Ove Christensen                       | Däne         |
| 2003–2005 | Henrik Jensen                         | Däne         |
| 2005–2007 | Christian Andersen / Allan Michaelsen | Däne         |
| 2007      | Johnny Petersen                       | Däne         |
| 2007–2010 | Flemming Christensen                  | Däne         |
| 2010–2012 | Kasper Kurland                        | Däne         |
| 2012      | Henrik Lehm                           | Däne         |
| 2013–2015 | Thomas Nørgaard                       | Däne         |
| 2015–2016 | Per Frandsen                          | Däne         |
| 2017      | Søren Bjerg                           | Däne         |
| 2017–2019 | Michael Madsen                        | Däne         |
| 2019–2023 | Patrick Braune                        | Däne         |
| 2023-     | David Roufpanah                       |              |

## Präsidenten
unvollständig
- 1998–2002:  Per Frimann
- ?:  Jens Hjortskov
- ?:  Leif Vejhe Djurhuus
- ?:  Thomas Gram
- ?:  Torben Oldenborg